# Arimaa
| a8 | b8 | c8 | d8 | e8 | f8 | g8 | h8 |
| a7 | b7 | c7 | d7 | e7 | f7 | g7 | h7 |
| a6 | b6 | c6 | d6 | e6 | f6 | g6 | h6 |
| a5 | b5 | c5 | d5 | e5 | f5 | g5 | h5 |
| a4 | b4 | c4 | d4 | e4 | f4 | g4 | h4 |
| a3 | b3 | c3 | d3 | e3 | f3 | g3 | h3 |
| a2 | b2 | c2 | d2 | e2 | f2 | g2 | h2 |
| a1 | b1 | c1 | d1 | e1 | f1 | g1 | h1 |

Arimaa ist ein strategisches Brettspiel für 2 Spieler, entwickelt von Omar Syed, einem indisch-amerikanischen Informatiker mit Spezialisierung auf künstliche Intelligenz. Syed wurde dabei inspiriert von Garri Kasparows Niederlage gegen den Schachcomputer Deep Blue. So wollte er ein neues Spiel entwickeln, welches für Computer sehr schwierig zu meistern ist, allerdings Regeln haben sollte, die einfach genug sind, dass sein vierjähriger Sohn Aamir sie verstehen kann. Der Name Arimaa ist ein Ananym von Aamir mit einem vorangestellten a.
2002 veröffentlichte Syed das Arimaa-Regelwerk und lobte bis 2020 ein Preisgeld von 10.000 $ aus für das erste Computerprogramm, welches einen menschlichen Spitzenspieler in einem Turnier mit sechs oder mehr Spielen schlagen kann. David Fotland stellte im Frühjahr 2004 das bis dahin stärkste Arimaa-Programm vor, welches allerdings von Syed selbst in einem Turnier mit 8:0 vernichtend geschlagen wurde. Bis 2014 wurde im jährlich wiederholten Wettkampf das jeweils stärkste Computerprogramm von den Menschen geschlagen. Im Jahr 2015 aber gewann das Programm Sharp von David Wu schließlich die Arimaa-Challenge.
Syed hat für die Arimaa-Regeln ein Patent angemeldet und den Namen Arimaa schützen lassen. Das Spiel hat mehrere Preise gewonnen, darunter Bestes abstraktes Strategiespiel vom GAMES magazine 2011 und Strategiespiel des Jahres vom Creative Child magazine 2010.

## Regeln

### Spielmaterial
Arimaa wird auf einem Schachbrett üblicher Größe gespielt, auf dem vier Felder (c3, f3, c6, und f6) als „Fallen“ gekennzeichnet sind. Die beiden Spieler, Gold und Silber, verfügen über je 16 Figuren von sechs verschiedenen Arten. Nach Stärke absteigend geordnet, sind dies: 1 Elefant, 1 Kamel, 2 Pferde, 2 Hunde, 2 Katzen und 8 Kaninchen. Diese Figuren können auch durch Schachfiguren (König, Dame, Türme, Läufer, Springer und Bauern) repräsentiert werden, wobei Weiß für Gold und Schwarz für Silber steht.

### Spielziel
Ziel des Spiels ist es, ein eigenes Kaninchen auf die gegenüberliegende Seite zu bewegen. Der Spieler Gold gewinnt also, wenn nach einem Zug (egal von welcher Partei) ein goldenes Kaninchen auf der achten Reihe steht, Silber entsprechend, wenn eins seiner Kaninchen die erste Reihe erreicht hat.

### Spielbeginn
Das Spiel beginnt mit einem leeren Brett. Gold platziert seine 16 Figuren in beliebiger Anordnung auf den ersten beiden Reihen. Danach setzt Silber seine 16 Figuren ebenfalls beliebig auf die Felder der siebten und achten Reihe. Dann führen die Spieler abwechselnd einen Zug aus, wobei Gold beginnt.

### Zugregeln und Spielverlauf
Jeder Zug besteht aus einem bis vier Schritten.
Jeder Schritt bewegt eine eigene Spielfigur auf ein orthogonal angrenzendes Feld, also nach rechts oder links, vorwärts oder rückwärts, nicht diagonal. Die Kaninchen können nicht rückwärts bewegt werden, nur zur Seite oder nach vorn. Die Schritte eines Zuges können entweder von derselben Figur ausgeführt werden oder beliebig auf mehrere Figuren aufgeteilt werden. Es müssen nicht alle vier möglichen Schritte ausgeführt werden.
Am Ende eines Zuges muss auf dem Spielbrett eine Positionsänderung stattgefunden haben, man kann also nicht eine Figur ein Feld vor und wieder zurück bewegen, womit der Zug quasi ausgesetzt wäre. Außerdem darf nach einem Zug nicht eine Position entstanden sein, die zuvor im gleichen Spiel schon zweimal vorgekommen ist. Diese Regel verhindert Endlosschleifen, ähnlich wie die Super-Kō-Regel im Spiel Go und bildet einen Unterschied zum Schachspiel, wo eine dreimalige Positionswiederholung auf Antrag eines Spielers zum Unentschieden führt. Arimaa kann nie unentschieden enden.
Das Spiel wird nicht beendet, wenn ein Kaninchen während eines Zuges auf die letzte Reihe gelangt, am Ende des Zuges aber nicht mehr dort ist.
| a8 | b8 | c8 | d8 | e8 | f8 | g8 | h8 |
| a7 | b7 | c7 | d7 | e7 | f7 | g7 | h7 |
| a6 | b6 | c6 | d6 | e6 | f6 | g6 | h6 |
| a5 | b5 | c5 | d5 | e5 | f5 | g5 | h5 |
| a4 | b4 | c4 | d4 | e4 | f4 | g4 | h4 |
| a3 | b3 | c3 | d3 | e3 | f3 | g3 | h3 |
| a2 | b2 | c2 | d2 | e2 | f2 | g2 | h2 |
| a1 | b1 | c1 | d1 | e1 | f1 | g1 | h1 |

#### Vertreiben
Mit einer Figurenbewegung kann der ziehende Spieler eine orthogonal angrenzende schwächere gegnerische Figur vertreiben. Beispielsweise kann ein eigener Hund eine gegnerische Katze vertreiben, aber keinen Hund und kein Pferd. Dies geht entweder durch Ziehen oder durch Schieben. Beim Ziehen bewegt sich die stärkere Figur auf ein angrenzendes leeres Feld und das Feld, das sie frei gemacht hat, wird mit der gezogenen Figur besetzt. So kann der silberne Elefant auf d5 nach d4 (oder c5 oder e5) bewegt werden und dabei das goldene Pferd von d6 nach d5 ziehen. Beim Schieben hingegen wird die gegnerische Figur auf ein angrenzendes leeres Feld geschoben, wonach die eigene Figur das frei gewordene Feld besetzt. Der goldene Elefant auf d3 kann das silberne Kaninchen von d2 nach e2 schieben und dabei selbst d2 besetzen.
Eigene Figuren können nicht vertrieben werden. Außerdem kann eine Figur nicht gleichzeitig ziehen und schieben. Wenn der goldene Elefant auf d3 das silberne Kaninchen von d2 nach e2 schiebt, kann er nicht zugleich das silberne Kaninchen von c3 nach d3 ziehen. Ein Elefant selbst kann nie vertrieben werden, da es keine stärkeren Figuren gibt. Ein Kaninchen kann rückwärts gezogen oder geschoben werden, auch wenn es sich nicht selbst rückwärts bewegen kann.
Das Vertreiben verbraucht zwei Schritte eines Zuges. Die Bewegung der eigenen Figur zählt als ein Schritt, das Vertreiben der gegnerischen als ein weiterer. Somit kann man nur höchstens zweimal je Zug eine Figur vertreiben.

#### Festhalten
Eine Figur, die orthogonal neben einer stärkeren gegnerischen Figur steht, wird festgehalten, es sei denn, sie steht außerdem neben einer eigenen Figur (deren Stärke dabei egal ist). Festgehaltene Figuren können sich nicht bewegen, allerdings können sie selbst weitere schwächere Figuren festhalten, und sie können vom Gegner vertrieben werden. Das silberne Kaninchen auf a7 wird festgehalten, aber das auf d2 kann sich bewegen, da es an eine weitere silberne Figur grenzt. Das goldene Kaninchen auf b7 wird ebenfalls festgehalten, die goldene Katze auf c1 hingegen nicht. Ein Elefant kann wiederum nicht festgehalten werden, da er die stärkste Figur ist. Er kann allerdings blockiert werden, indem alle angrenzenden Felder besetzt sind und er keine Figur schieben kann, entweder weil es eine eigene ist oder sie nicht neben einem leeren Feld steht, auf das sie geschoben werden könnte.
In der dargestellten Position könnte Gold in 3 Schritten gewinnen: Der Hund auf a6 kann das Kaninchen von a7 nach a8 schieben. Wenn der Hund sich dann auf a7 befindet, wird das Kaninchen auf b7 nicht mehr festgehalten und kann nach b8 bewegt werden.

#### Fangen
Eine Figur, die eine Falle betritt oder dorthin gezogen oder geschoben wird, ist gefangen und wird vom Spielbrett genommen, es sei denn, eine Figur derselben Partei grenzt an die Falle an. Wenn Silber am Zug ist, kann das goldene Pferd von d6 gefangen genommen werden, indem der Elefant von d5 es nach c6 schiebt. Eine Figur auf einer Falle wird ebenfalls gefangen genommen, wenn die letzte angrenzende Figur derselben Partei wegbewegt (oder vertrieben) wird. Wenn also das silberne Kaninchen auf c4 und das silberne Pferd von c2 wegbewegt werden, entweder freiwillig oder indem sie vertrieben werden, ist das silberne Kaninchen auf c3 gefangen.
Eine Figur kann auch freiwillig auf eine Falle bewegt werden, sogar wenn sie dadurch gefangen genommen wird. Der zweite Schritt beim Ziehen wird dann dennoch vollzogen, auch wenn die ziehende Figur beim ersten Schritt durch eine Falle gefangen genommen wird. Zum Beispiel kann Silber das Kaninchen von f4 nach g4 bewegen und das Pferd auf f2 anschließend nach f3. Obwohl es dadurch gefangen genommen wird, kann es dabei das goldene Kaninchen von f1 nach f2 ziehen.
Nach jeder Bewegung einer Figur werden evtl. gefangene Figuren vom Brett genommen, auch wenn der Zug noch nicht beendet ist. So kann z. B. Silber das Pferd nach b2 und das Kaninchen von c4 bewegen, und dann mit dem Pferd den goldenen Hund von b3 nach c3 schieben, da das Kaninchen in der Falle nun bereits gefangen wurde.

### Alternative Spielenden
Es gibt weitere Möglichkeiten, wie das Spiel enden kann, außer dass ein Kaninchen das Ziel erreicht. Diese kommen aber sehr selten vor:
- Wenn ein Spieler alle 8 Kaninchen seines Gegners gefangen nimmt, gewinnt er, auch wenn er im selben Zug sein letztes Kaninchen verliert. Ursprünglich gab es ein Unentschieden, wenn alle 16 Kaninchen gefangen genommen wurden, aber am 1. Juli 2008 änderte Syed diese Regel, damit das Spiel niemals unentschieden enden kann.
- Wenn der Spieler, der am Zug ist, keinen legalen Zug ausführen kann, da alle eigenen Figuren entweder festgehalten werden oder blockiert sind oder weil alle möglichen Züge wegen dreimaliger Positionswiederholung illegal sind, so verliert dieser Spieler.

## Taktik und Strategie
Eine Übersicht über gute Spielpraktiken gibt das englischsprachige Arimaa Wikibook.
Fritz Juhnke (zweifacher Arimaa-Weltmeister) hat das Buch Beginning Arimaa (englisch) geschrieben, welches eine sehr gute Einführung in die Taktiken und Strategien gibt, die bis 2009 entdeckt wurden. 2012 erschien außerdem das Buch Arimaa Strategies and Tactics (ebenfalls auf Englisch) vom Mehrfachweltmeister Jean Daligault.

## Patent und Warenzeichen
Omar Syed hat das Regelwerk von Arimaa am 3. Oktober 2003 zum Patent angemeldet und am 3. Januar 2006 wurde ihm das US-Patent Nr. 6981700 erteilt. Omar Syed ist auch Inhaber des Markennamens „Arimaa“.
Syed hat klargestellt, dass er nicht beabsichtigt, die nichtkommerzielle Nutzung einzuschränken. Hierzu hat er eine Lizenz namens „The Arimaa Public License“ veröffentlicht, mit der erklärten Absicht, „aus Arimaa so weit wie möglich ein gemeinfreies Spiel zu machen und gleichzeitig seine kommerzielle Nutzung zu schützen“. Die Lizenz deckt den Gebrauch des Patents und des Markennamens ab.